# Aconura pictiventris
Aconura pictiventris är en insektsart som beskrevs av Kusnezov 1929. Aconura pictiventris ingår i släktet Aconura och familjen dvärgstritar. Inga underarter finns listade i Catalogue of Life.